# گوردون کورمن
گوردون کورمن (انگلیسی: Gordon Korman؛ زادهٔ ۲۳ اکتبر ۱۹۶۳) یک نویسنده اهل کانادا-ایالات متحده آمریکا است. کورمن نام آشنا در دنیای کتابهای کودکان است.

## زندگی‌نامه
کورمن در ۲۳ اکتبر ۱۹۶۳ در مونترال، کانادا متولد شد، به مشارکت در مدارس دولتی، بازی کردن هاکی و خواندن کتاب‌های زیادی رسید. کورمن نخستین کتاب خود را به نام «این در سالن مک‌دونالد نمی‌تواند اتفاق بیفتد»، هنگامیکه ۱۲ ساله بود، برای یکی از معلمان خود نوشت. او بعداً کتابی به نام «ششمین نام بازی» نوشت که در آن شخصیت آقای کلم بر اساس معلم کلاس هفتم کورمن نوشته‌شده بود. وی بیش از ۸۰ کتاب تخیلی کودکان و نوجوانان نوشته‌است؛ که شامل دو جلد از سریال ماجراجویی 39 Clues می‌باشد. در حال حاضر، کورمن در لانگ آیلند، نیویورک با همسر و سه فرزندش زندگی می‌کند.

## گزیده کتابشناسی
- کد امپراتوری
- سرینیتی ۱
- سرینیتی ۲:بازگشت اوسیریس
- سرینیتی ۳:تسویه حساب
- بی‌استعداد
- بیهوشی